# Muxima
Muxima – miasto w Angoli, w prowincji Luanda.